# Гра без правил (фільм)
Про радянський шпигунський фільм див. Гра без правил (фільм, 1965)
«Гра без правил» (англ. Fair Game; інша назва «Чесна гра») — художній фільм Дага Лаймана, заснований на реальних подіях. Головні ролі у фільмі виконують Наомі Воттс та Шон Пенн. Як повідомляється, фільм був знятий на цифрові кінокамери RED ONE. Вихід фільму був запланований на 2010 рік та відбувся 20 травня 2010 року. Фільм отримав нагороду «Свобода вираження» (англ. Freedom of Expression) Національної ради кінокритиків США.

## Зміст
Брудні інтриги Білого дому, таємниці політики президента Буша, сенсаційні факти про війну в Іраку. Один із найгучніших політичних скандалів США закручується навколо сім'ї посла Джона Вілсона і секретного агента Валері Плейм. Щоб покарати колишнього дипломата, який надав розголосу секретним матеріалам, влада звинувачує його дружину в шпигунстві і погрожує розправою над сім'єю. Та Джо і Валері зламати неможливо, щоб вижити, вони готують удар у відповідь.

## Ролі
| Актор            | Роль                |
| ---------------- | ------------------- |
| Наомі Воттс      | Валері Плейм Вілсон |
| Шон Пенн         | Джозеф Вілсон       |
| Соня Девісон     | Шанель Суїт         |
| Ананд Тиварі     | Хафіз               |
| Стефані Чай      | секретарка          |
| Майкл Келлі      | Джек Макалістер     |
| Ті Баррелл       | Фред                |
| Джессіка Хехт    | Сью                 |
| Норберт Лео Батц | Стів Норберт        |